# Florence Ezeh
Florence Edem Apefa Ezeh (* 29. Dezember 1977 in Lomé) ist eine Hammerwerferin aus Togo, die zuerst während ihrer Karriere Frankreich vertrat. Sie erzielte ihren Bestwurf (68,03 m) am 9. August 2002 bei den Europameisterschaften in München.

## Erfolge
Für Frankreich: 1998 bei den Europameisterschaften wurde sie Vierzehnte. 1999 bei den U23-Europameisterschaften gewann sie Gold und wurde 16. bei den Weltmeisterschaften. 2001 bei den Mittelmeerspielen gewann sie Gold, wurde siebte bei den Weltmeisterschaften und der Universiade. Bei den Europameisterschaften 2002 wurde sie Vierte. Und bei den Weltmeisterschaften 2003 28.
Für Togo: 2007 bei den Panafrikanischen Spielen gewann sie Silber. 2008 bei den Afrikameisterschaften gewann sie ebenfalls Silber. Bei den Weltmeisterschaften 2009 wurde sie 38. 2010 bei den Afrikameisterschaften gewann sie Bronze.